# Богуслав (Павлоградський район)
Богусла́в — село в Україні, у Павлоградському районі Дніпропетровської області, над річкою Самарою. Центр Богуславської сільської ради. Населення за переписом 2001 року становить 3880 осіб.

## Географія
Село Богуслав розташоване на лівому березі річки Самара, вище за течією на відстані 3 км розташоване село Олефірівка (Петропавлівський район), нижче за течією на відстані 3 км розташоване місто Павлоград, на протилежному березі за 4 км — село Богданівка. Річка в цьому місці звивиста, утворює лимани, стариці і заболочені озера.
Поруч проходять автомобільна дорога М30 (E50) і залізниця (станція Богуславський на лінії Павлоград—Покровськ Донецької залізниці).

## Історія
Уперше в історичних документах Богуслав згадується в 1784 році.
Станом на 1886 рік у селі, центрі Богуславської волості Павлоградського повіту Катеринославської губернії, мешкало 2926 особи, налічувалось 472 двори, існували православна церква, школа, 3 лавки, відбувались базари по неділях. За 5 верст — постоялий двір.
Радянська окупація встановлена в січні 1918 року.
У 1923 році тут організоване перше кооперативне господарство «Червоний хлібороб».
Більше 700 жителів села брали участь у Німецько-радянській війні, з них 354 — загинули, 325 — визнані гідними урядових нагород.
В 1956 році споруджений пам'ятник на честь воїнів-визволителів і воїнів-земляків, що впали смертю хоробрих у боротьбі проти німецько-нацистських загарбників.
У центрі села в 1950 році встановлений пам'ятник В. І. Леніну.
В 1960-х в селі було: дворів — 1403, населення — 4516 чоловік.
У селі розміщувалась центральна садиба колгоспу ім. Ілліча, за яким було закріплено 6028 га сільськогосподарських угідь, у тому числі 5242 га орних земель. Вирощуються зернові культури й соняшник; тваринництво — молочно-м'ясного напрямку.
На території Богуслава — середня й восьмирічна школи (57 учителів і 685 учнів), будинок культури із залом на 500 місць, чотири бібліотеки з фондом 30 450 книг, історико-краєзнавчий музей на суспільних початках, терапевтичне відділення центральної районної лікарні на 25 ліжок, аптека, дитячі ясла-сад, відділення зв'язку, автоматична телефонна станція, ощадна каса, комбінат побутового обслуговування, 11 магазинів, їдальня.
Три первинні партійні організації поєднували 71 комуніста, п'ять комсомольських — 210 членів ВЛКСМ. Перша партійна організація створена в 1935, комсомольська — в 1925 році.
За високі досягнення в праці 23 жителя села нагороджені орденами й медалями СРСР, з них комбайнер А. А. Канівець — орденом Леніна, шофер С. М. Харченко — орденом Жовтневої Революції.

## Населення

### Мова
Розподіл населення за рідною мовою за даними перепису 2001 року:
| Мова            | Кількість | Відсоток |
| --------------- | --------- | -------- |
| українська      | 3610      | 93.04%   |
| російська       | 243       | 6.26%    |
| вірменська      | 9         | 0.22%    |
| білоруська      | 7         | 0.18%    |
| румунська       | 1         | 0.03%    |
| грецька         | 1         | 0.03%    |
| болгарська      | 1         | 0.03%    |
| польська        | 1         | 0.03%    |
| інші/не вказали | 7         | 0.18%    |
| Усього          | 3880      | 100%     |

## Відомі люди
- Зозуля Андрій Лук'янович (1923-1989) — молодший лейтенант Радянської Армії, учасник німецько-радянської війни, Герой СРСР.
- Кривсун Юрій Олександрович (1972-2014) — старший сержант ЗСУ, учасник російсько-української війни.
- Шевченко Юрій Євгенович (1987-2022) — головний сержант ЗСУ, учасник російсько-української війни, Герой України (2024, посмертно).

## Економіка
- ТОВ «Глорія».
- ВАТ «Агропромтехніка».
- ЗАТ «Автотехснаб».
- ЗАТ «Агрофірма ім. Ілліча».

## Об'єкти соціальної сфери
- Школа I—III ст.
- Дитячий садочок.
- Будинок культури.
- Історико-краєзнавчий музей.
- Амбулаторія

## Галерея

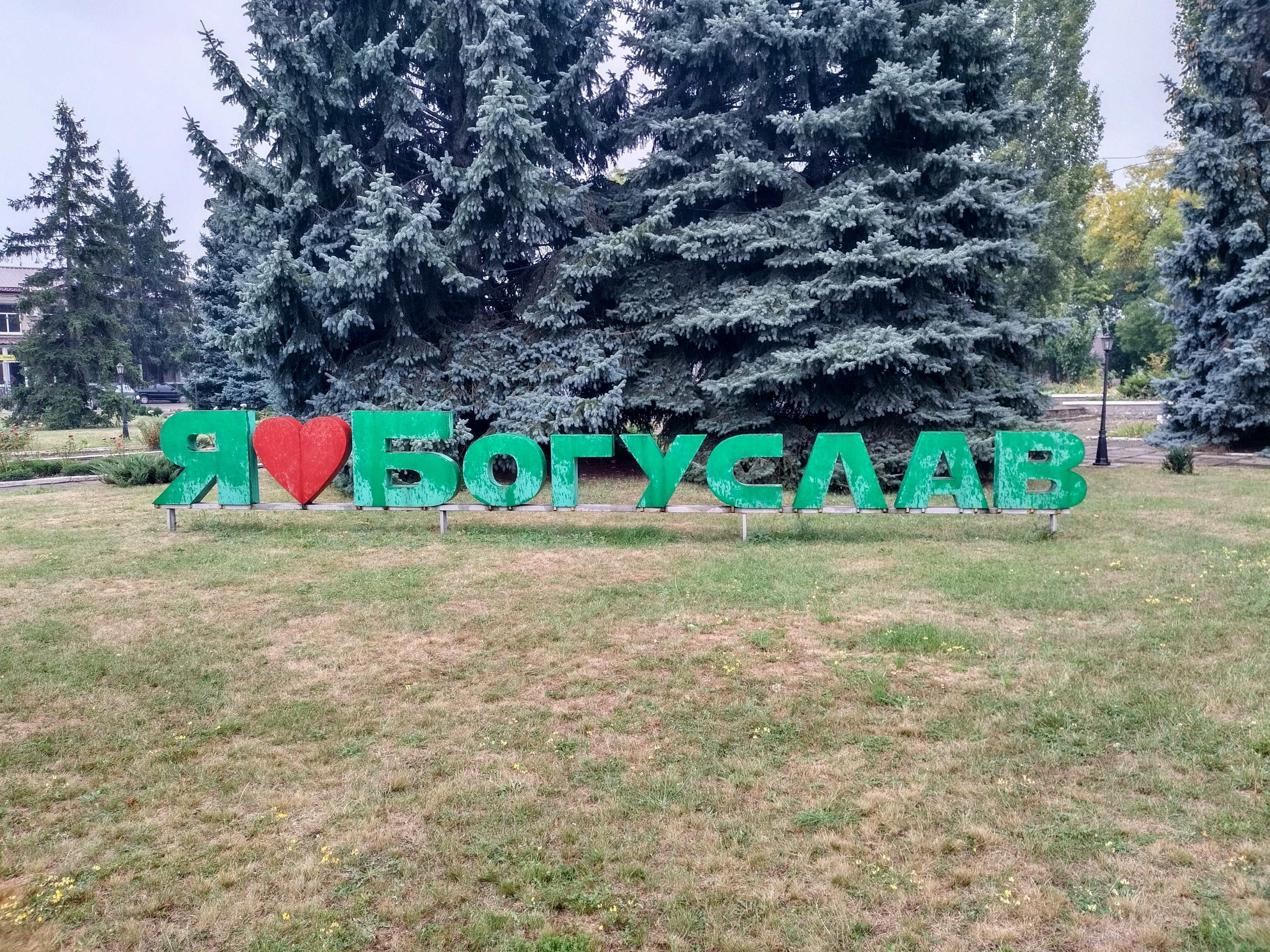
Арт-об'єкт "Я кохаю Богуслав"
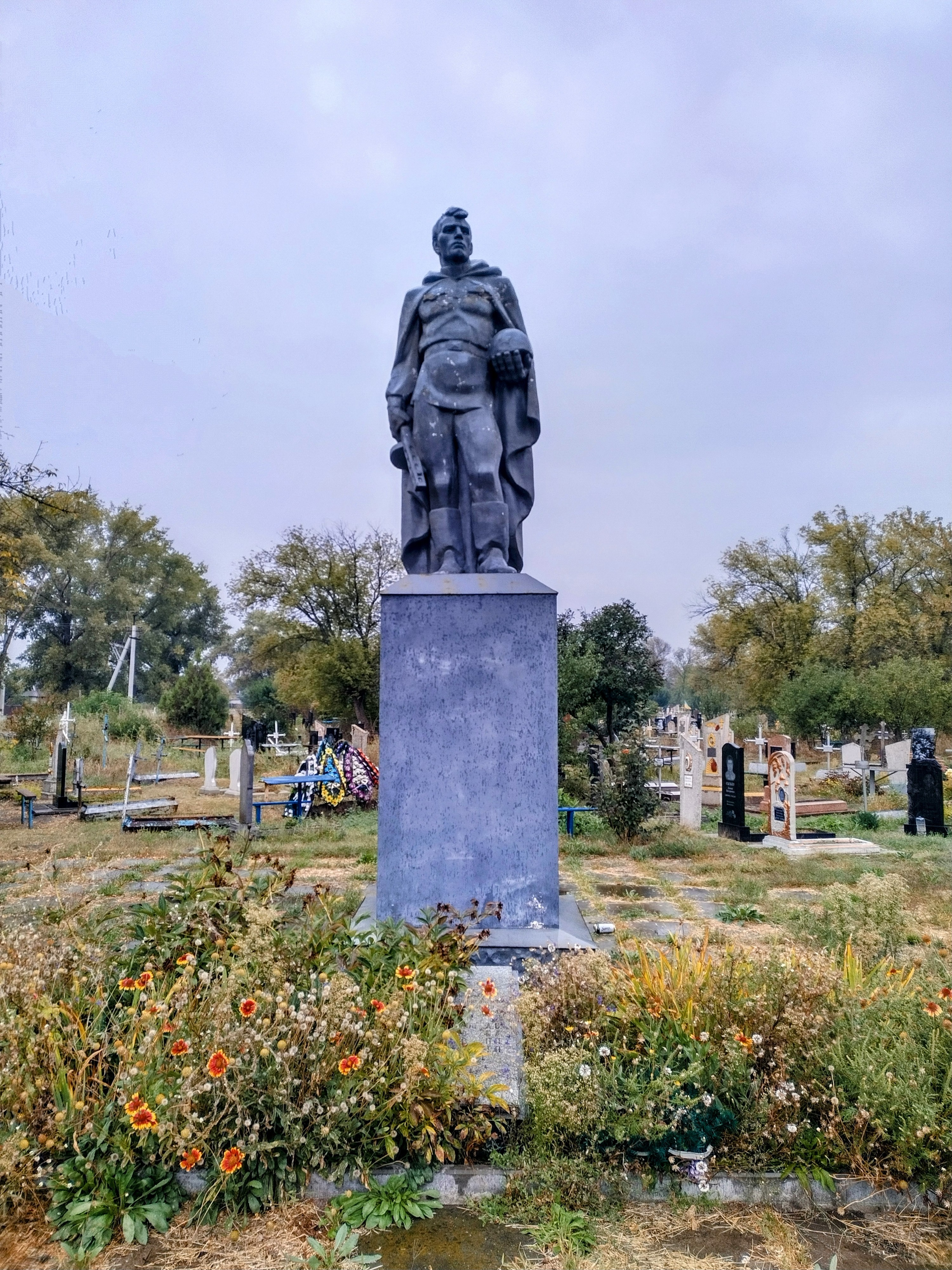
Військовий меморіал на цивільному цвинтарі
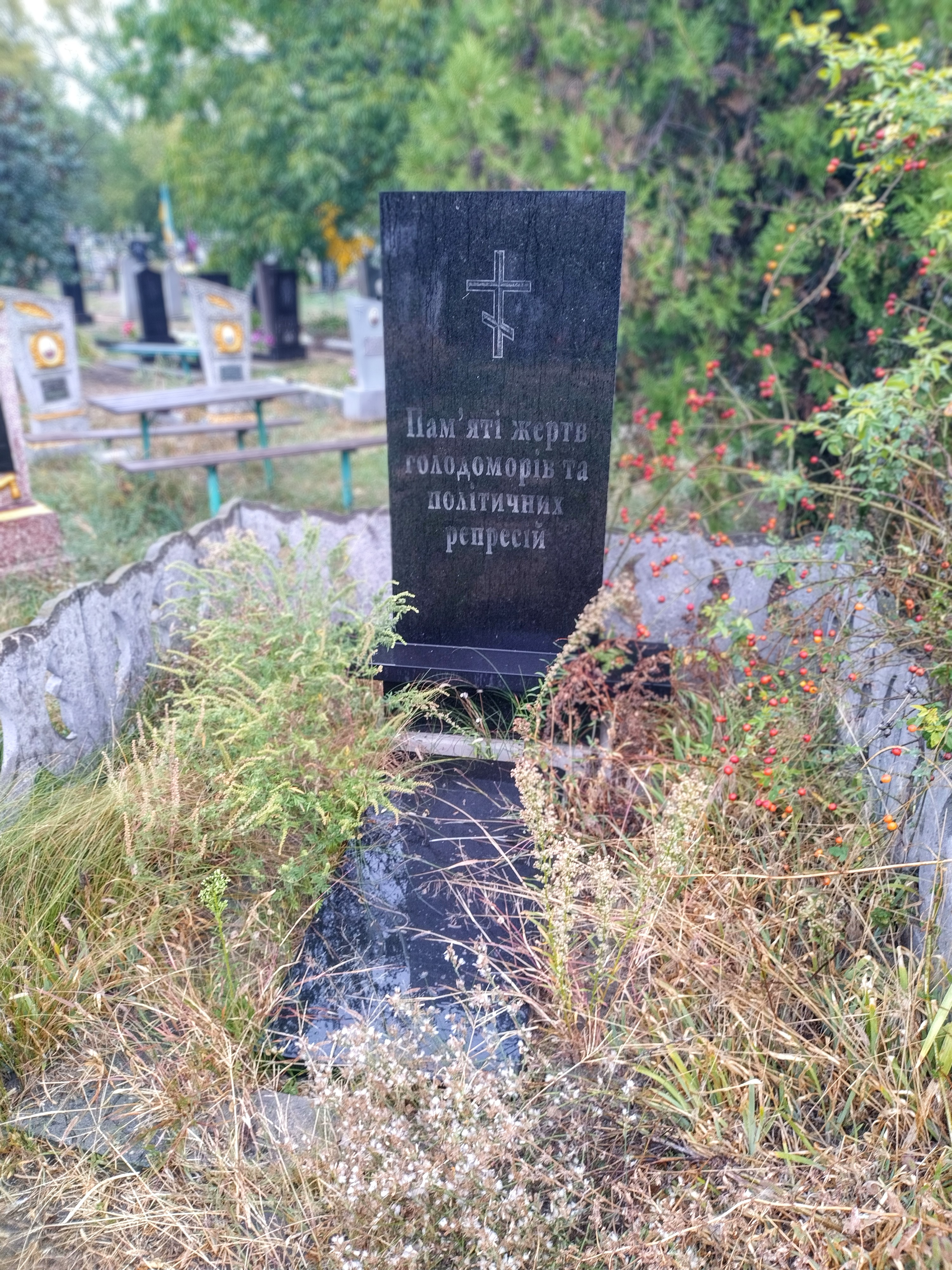
Пам'ятний знак жертвам Голодомору
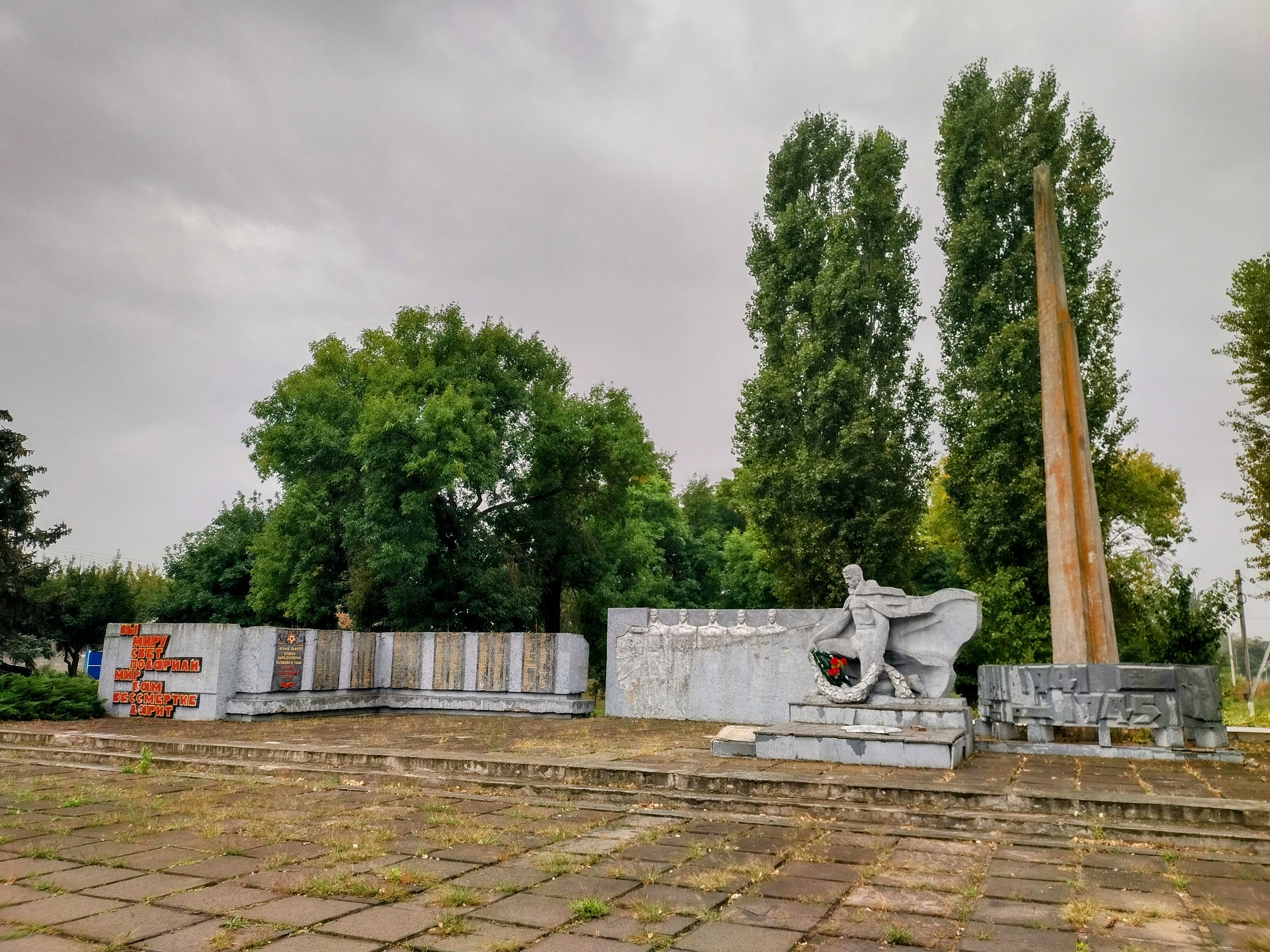
Військовий меморіал загиблим солдатам-односельцям